# Stefan Roehnert
Stefan Roehnert (* 19. Oktober 1977 in Koblenz) ist ein ehemaliger deutscher Ruderer, der in den 1990er Jahren dreimal Vizeweltmeister war.
Stefan Roehnert ruderte für den Koblenzer RC Rhenania. 1995 war er Juniorenweltmeister im Doppelzweier. 1997 gewann der 1,92 m große Roehnert den deutschen Meistertitel im Doppelvierer zusammen mit Jens Burow, Marco Geisler und Sebastian Mayer. Bei den Ruder-Weltmeisterschaften 1997 rückte Marcel Hacker für Mayer ins Boot, der Doppelvierer gewann die Silbermedaille hinter den Italienern. 1998 gewannen bei den Deutschen Meisterschaften Mayer, Geisler, Hacker und Roehnert den Titel, in dieser Besetzung belegte das Boot auch den zweiten Platz bei den Ruder-Weltmeisterschaften 1998, wie 1997 gewannen die Italiener die Goldmedaille.
In den Jahren 1998 bis 2000 gewannen Sebastian Mayer und Stefan Roehnert den deutschen Meistertitel im Doppelzweier. Bei den Ruder-Weltmeisterschaften 1999 belegten die beiden den zweiten Platz hinter dem slowenischen Boot. Die Slowenen siegten auch bei den Olympischen Spielen 2000 in Sydney, Mayer und Roehnert ruderten im olympischen Finale auf den vierten Platz. 2001 gewann Roehnert zusammen mit Stephan Volkert noch einmal den Meistertitel im Doppelzweier. 2002 belegte Roehnert im Einer den zweiten Platz hinter Marcel Hacker.